# Joseph Achille Le Bel
Joseph Achille Le Bel (Pechelbronn, 1847. január 21. – Párizs, 1930. augusztus 6.) francia kémikus.

## Életrajza
Joseph Achille Le Bel 1847. január 21-én született a franciaországi Pechelbronnban, egy helyi olajipari üzletek bonyolításával foglalkozó gazdag családban.
1865-től kémiát tanult a párizsi École polytechnique-ben, közben ideje nagy részét kísérletezéssel töltötte. Diplomája megszerzése után, Antoine Jérôme Balard-ral, és Charles Adolphe Wurtzcal dolgozott Párizsban.
Elméletet dolgozott ki arra, mikor ugyanannak a szerves molekulának két változata eltérő optikai aktivitást mutat (egymás tükörképei) egy aszimmetrikus szénatom miatt, amely négy különböző csoporthoz kapcsolódik. 
Ezt a sztereokémiai jelenséget Jacobus Henricus van ’t Hoff-fal közösen ismerték fel.
1874-ben mutatta be kutatásainak eredményét, melyben a molekulaszerkezet és az optikai aktivitás összefüggését ismertette. Ezzel megteremtve a sztereokémia tudományát.
1889-ben eladta a családi cég ráeső részvényeit, saját laboratóriumot hozott létre Párizsban, és idejét a sztereokémiának, paleontológiának, a botanikának, és a filozófiának szentelte. 1892-ben lett a Francia Kémiai Társaság elnöke.
1930. augusztus 6-án Párizsban, 83 évesen érte a halál.

## Munkássága
Munkásságát a sztereokémia területén fejtette ki.